# Jean Hérard Richard
Pour les articles homonymes, voir Richard (patronyme).
Jean Hérard Richard, dit Richie, né le 4 octobre 1969 à  Port- au - Prince ,est un chanteur-percussionniste haïtien.

## Biographie

### Enfance et etudes
Jean Hérard Richard, dit Richie est l’ainé de sa mère et 4eme  enfant de son père. Il est né, le 04 0ctobre 1969, à Port-au-Prince et grandit dans la cité christophienne, Cap-Haitien. Il a fait ses études classiques également dans cette ville, chez les Frères de l'Instruction Chrétienne (F.I.C) et au Collège Notre Dame où il fut, dès la classe de 9eme année le responsable de la section musicale de la dite institution, puis au Lycée Philippe Guerrier.Jean Hérard Richard est marié. Il est père de deux filles. Il vit à Miami. 

### Carrière Musicale
Sa première formation musicale a été Power X puis FASHION regroupant ses camarades au Lycée Philippe Guerrier. En 1990, il rentra aux États-Unis pour rejoindre sa mère et étudier au Community College, Music Technologie. Auparavant, il n’était pas amoureux du Konpa dirèk, il expérimentait du punk et du Heavy métal. Au début de 1992, bien avant qu’il rejoignait un groupe jamaïcain qui jouait du R&B et du Reggae, il avait vécu une courte expérience avec quelques musiciens américains. Cependant, il avait dû laisser la formation jamaïcaine car il n’aimait pas l’odeur de la cigarette. Ainsi  il fondait le groupe Tah-Paj  avec des musiciens comme Gazzmann Pierre, Arly Larivière et Nixon Mésidor. Cette aventure avait subi un éclatement précoce, soit en 1996, à la suite de la publication de l’album Bòzò. À la fin de 1996, il rejoint le groupe Zenglen sous l'appel de son ami Jean Brutus Dérissaint. Il faut dire bien avant, Richie avait l’habitude de faire du « gig » aux différentes prestations de Sweet Micky. Avec cette formation musicale, Zenglen, il va gagner sa place de noblesse dans l’univers musical haïtien, particulièrement celui du Konpa dirèk. Il s'impose depuis lors, en véritable musicien chevronné et expérimenté. Il a connu des moments de gloire avec ses différents albums et prestations. En 2011, au paroxysme de son talent, il démissionne de la formation Zenglen pour former son propre groupe ''KLASS'' avec El Pozo, Nixon Mésidor et Hervé Bastien. Le chanteur principal est Edersse Stanis, dit Pipo. Jean Hérard Richard compte plus d'une soixantaine d'œuvres musicales. À travers ses compositions, il expérimente divers rythmes, Konpa Manba, Kadans Ranpa, Rap, Konpa Rousi, Troubadour, Techno, Afro, etc..

## Sa contribution dans la musique haïtienne
Richie est un musicien discipliné. Certains disent qu’il hérite cette qualité de son maestro préféré, le feu Hulrick Pierre-Louis de l’orchestre Septentrional. Il représente la musique haïtienne un peu partout à travers le monde. Que ce soit en Europe ou en Amérique. Il participe sur plusieurs albums et porte son apport considérable, au niveau musical et textuel, à certains groupes ou musiciens. Tels que Shabba, T.Vice, Brutus, Gabèl, Nu-Look, Kreyòl La, Harmonik, etc. Il a également participé sur divers projets avec ses frères musiciens qui consistent à porter leur soutien au peuple haïtien après les intempéries.  En raison de son génie créateur, il a reçu plusieurs distinctions. Pour sa capacité à éveiller en un individu son don d'artiste, on le surnomme « Superstar-Maker ».Les chanteurs comme Jean-Baptiste Frérot, Réginald Cangé, Gazman, Gracia Delva, Dabens, Clemay et Holliwood, pour ne citer que ces derniers en illustrent. On l’appelle aussi « Monster-Maker » parce que souvent certains chanteurs qu’il aide à se faire un nom, de sortir de leur incognito devient son compétiteur farouche pour ne pas dire son ennemi.

## Compositeur
En matière de composition, Jean Hérard Richie est l'un des musiciens le plus prolifique de la musique haïtienne. À l’instar des peintres primitifs, ses travaux attestent l’existence d’un substrat mythique ou légendaire qui accompagne son expérience musicale en vue de donner à son œuvre une valeur signifiante. En d’autres termes, il consiste à expliquer mythiquement sa virtuosité comme étant un grand batteur haïtien. L’on dit de lui, qu’il serait né avec deux baguettes à la main. Autrement dit, l’on construit autour de lui un mythe pour sa capacité à maîtriser la batterie. À dire vrai, suivant son récit de vie, depuis son enfance, il aimait jouer le tambour, il tapait ses paumes sur tout ce qui lui pourrait produire des sons. À savoir, les ustensiles de cuisines, les marmites, etc. De surcroît, il a grandi dans une ville réputée pour sa vie musicale ou artistique. Les Orchestres Tropicana d’Haïti et Septentrional en témoignent.
Richie compose des chansons presque pour chaque événement de l'année et pour le vécu de l'homme haïtien. Les titres suivant sont des exemples ‘’la St-Valentin, Noël, Vakans, Manman, Papa, Pitit deyò, I m sorry, Lanmou pa konn diaspora, etc.’’. Sans oublier, il est le compositeur qui s’affiche aux traitements des thèmes  jugés tabous par la société ou encore le libertinage. En ce sens, il est considéré comme le néo Coupé Clouré haïtien. Il est le seul à avoir des chansons ayant le chiffre 5 comme titre. L’on cite : 5 dwèt, 5 kontinan, 5 etwal, 5 sans + 1 et enfin 5e vitès. L’on pourrait  parler  d’une série musicale.

## Esthetiques et Thématiques
L’on détecte aussi chez lui diverses formes d’esthétiques et de thématiques. Autrement dit, dans ses albums, dans ses contrées et dans ses travers, Jean Hérard Richard représente la femme, l'amour, la vie, la patrie, le quotidien, les tares de la société, etc. Il peint le tragique, l’ironie et l’humour. Il fait preuve d'un énorme respect pour l'ancienne génération des musiciens haïtiens. Il interprète leurs musiques dans une touche moderne pour faire les délices de la nouvelle génération et aussi celle de l'ancienne ; ce qu’il appelle souvent les anciens-jeunes. C'est dire, il entame un dialogue entre deux générations. Nous avons comme exemple: « Kòk gagè de Caribbean Sextet, Qu'est-ce que la vie? De Jipsies, Pran plezi nou de Frères Dejean, Map tann ou de Septentrional », etc. Il a aussi adapté des textes des musiciens étrangers sur le rythme du Konpa dirèk et du Troubadour. À preuve d'exemple, ‘’Héro’’ de Henrique Iglesias, ‘’No air’’ de Chris Brown, ‘’I need you’’de Marc Anthony, ‘’Je vais t'aimer’’ de Michel Sardou, pour ne citer que ces derniers. Jean Hérard Richard est à la fois chanteur, arrangeur, compositeur, producteur et percussionniste.

## Œuvres

### Albums
- Easy Konpa (1999)
- Let it groove (2001)
- Do it rigth Nou pèdi fren (2002)
- 5 Etwal (2004)
- Le Konpa (2005)
- Yo Remele - Back To The Future (Venus International Productions, 2006)
- 5e vitès (2008)
- 10 Ans Plus Tard (2010)(Mini Records)
- Fè l vini avan (2013)
- Fè l ak tout kè w (2016)
- Ret nan liy ou (2019)

### En tant que producteur
Jean Hérard Richard a produit presque la totalité des albums du groupe Zenglen d'après 1997 notamment Easy konpa, Do it Right, 5 dwet, 5 etwal, le konpa, Richie and Zenglen. Il a produit aussi les albums du groupe Klass notamment Fè l vini avan sorti en 2013, Fè l ak tout kè w sorti en 2016 et Ret nan liy ou sorti en 2019.

## Sources
- https://www.lenouvelliste.com/article/163033/jean-herard-richard-et-ses-airs-libertins  Jean Hérard Richard et ses airs libertins sur le nouvelliste, 21 novembre 2016
- http://www.loophaiti.com/content/richie-et-arly-condamnent-le-partage-whatsapp-de-lalbum-de-klass Sorti à peine, le nouvel album de Klass déjà partagé, le 14 mai 2019
- https://haitiliberte.com/haiti-top-10-heritierseres-musicaux-modernes-numero-2-ex-aequo-jean-richard-richie-herard-et-arly-lariviere/  Top up 10 heritiers musicaux sur haitiliberte.com , 17 mai 2017
- https://rtvc.radiotelevisioncaraibes.com/node/22844  Ritchie laisse Zenglen , 15 décembre 2011